# 木島平村
木島平村（日语：／ Kijimadaira mura */?）是位于長野縣東北部的村。